# Gålsjön (Floda socken, Södermanland)
Gålsjön är en sjö i Katrineholms kommun i Södermanland och ingår i Nyköpingsåns huvudavrinningsområde. Sjön är 8,3 meter djup, har en yta på 0,941 kvadratkilometer och är belägen 50 meter över havet. Sjön avvattnas av vattendraget Åtorpsån.

## Delavrinningsområde
Gålsjön ingår i det delavrinningsområde (655515-153391) som SMHI kallar för Utloppet av Gålsjön. Medelhöjden är 61 meter över havet och ytan är 6,66 kvadratkilometer. Räknas de 3 avrinningsområdena uppströms in blir den ackumulerade arean 36,09 kvadratkilometer. Åtorpsån som avvattnar avrinningsområdet har biflödesordning 4, vilket innebär att vattnet flödar genom totalt 4 vattendrag innan det når havet efter 83 kilometer. Avrinningsområdet består mestadels av skog (62 procent) och öppen mark (11 procent). Avrinningsområdet har 0,94 kvadratkilometer vattenytor vilket ger det en sjöprocent på 14,1 procent.

## Bilder

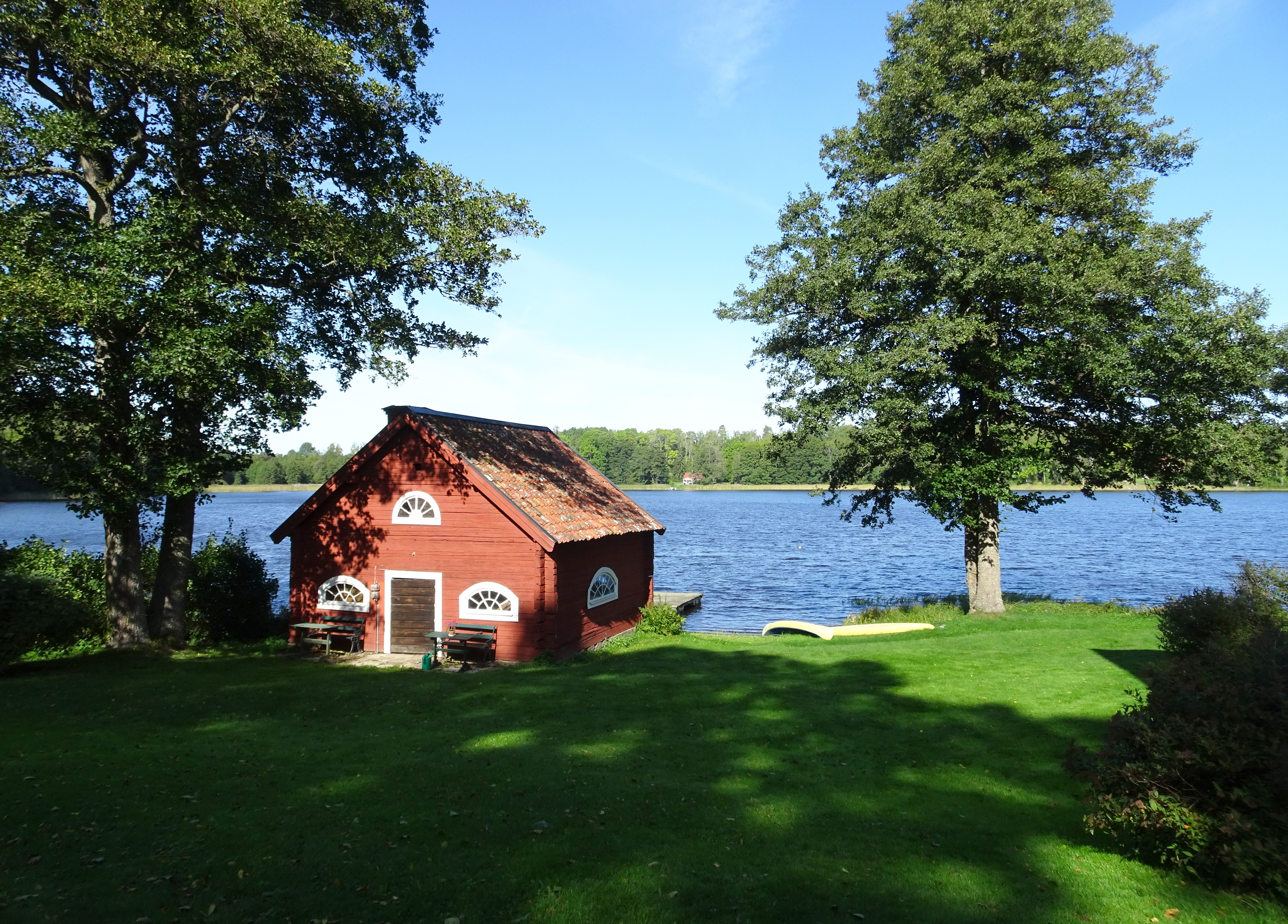
Gålsjön från Fjällskäfte.
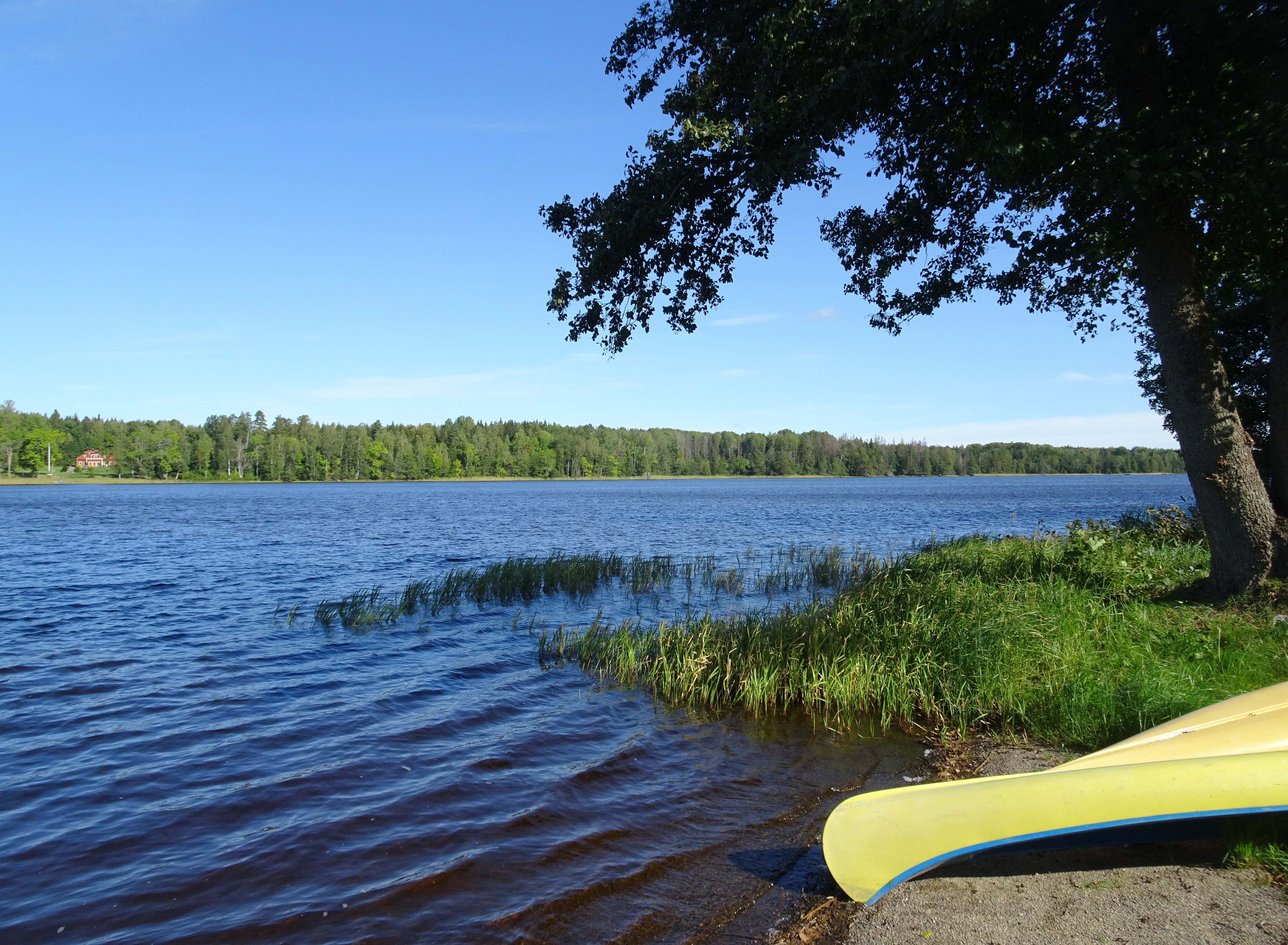
Gålsjön från Fjällskäfte.